# Jackson Quiñónez
Jackson Quiñónez Vernaza (* 12. června 1980, Esmeraldas, Ekvádor) je bývalý ekvádorský atlet, který od roku 2005 reprezentuje Španělsko.

## Kariéra
Jeho specializací jsou krátké překážkové běhy. V roce 2007 vybojoval na halovém ME v Birminghamu v čase 7,65 s bronzovou medaili v běhu na 60 metrů překážek. Na světovém šampionátu v japonské Ósace postoupil do finále běhu na 110 metrů překážek, kde obsadil 7. místo (13,33 s). Na halovém MS 2008 ve Valencii doběhl na 7. místě. Do finále se probojoval také na letních olympijských hrách 2008 v Pekingu, kde skončil na 8. místě.
V roce 2009 se zúčastnil halového ME v Turíně i světového šampionátu v Berlíně, kde shodně skončil v semifinále. Před branami finále zůstal také na Mistrovství Evropy v atletice 2010 v Barceloně.
Mezi jeho úspěchy patří také zlatá medaile, kterou získal v roce 2009 na Středomořských hrách v italské Pescaře.